# Fabiana Scaranzi
Fabiana Cristina Scaransi (Itatiba, 21 de maio de 1965) é uma jornalista e ex-modelo brasileira. Desde 2019 é colunista na Forbes do Brasil.

## Carreira
Começou a carreira como modelo em 1981, aos 16 anos, e ilustrou diversas capas de revista, além de modelar no Japão, Alemanha e Espanha. De volta ao Brasil, se formou em publicidade pela FAAP e começou a trabalhar na W/Brasil em 1988. Em 1992 foi convidada pelo diretor Roberto Talma para fazer um teste na TV Globo, no qual foi aprovada e integrou a telenovela Perigosas Peruas. Sem interessar-se pela carreira de atriz, decidiu continuar trabalhando como publicitária, enquanto estudava jornalismo. Em 1995, ainda estudando, estreou como repórter do telejornal Rede Cidade – atual Jornal do Rio – na Band Rio, do qual se tornou âncora em 1997. Paralelamente também apresentou na emissora o Memória Band, que relembrava o acervo do canal. 
Em 1998 foi contratada pela TV Globo como repórter do SPTV e, em 2000, colinista de previsão do tempo no Jornal Nacional. Em 2004 se tornou repórter de economia no Fantástico e apresentou o quadro "Mercado de Trabalho" no Jornal Hoje. Em 2008 foi transferida para a Globonews, onde apresentou o Almanaque. Em 2008 migrou para a RecordTV apresentar Domingo Espetacular junto com Janine Borba e Paulo Henrique Amorim, onde ficou até 2014. Logo após lançou o livro Mulheres Muito Além do Salto Alto e ingressou no jornalismo impresso.

## Filmografia
| Ano     | Título              | Cargo             | Emissora           |
| ------- | ------------------- | ----------------- | ------------------ |
| 1992    | Perigosas Peruas    | Joana             | Rede Globo         |
| 1995–96 | Rede Cidade         | Apresentadora     | Rede Bandeirantes  |
| 1996–97 | Memória Band        | Apresentadora     | Rede Bandeirantes  |
| 1997–00 | SPTV                | Repórter          | TV Globo São Paulo |
| 2000–04 | Jornal Nacional     | Previsão do tempo | Rede Globo         |
| 2004–07 | Jornal Hoje         | Repórter          | Rede Globo         |
| 2004–07 | Fantástico          | Repórter          | Rede Globo         |
| 2007–14 | Domingo Espetacular | Apresentadora     | Rede Record        |